# Creutzwald
Creutzwald é uma comuna francesa na região administrativa do Grande Leste, no departamento de Mosela. Estende-se por uma área de 26.72 km², e possui 13.070 habitantes, segundo o censo de 2018, com uma densidade de 490 hab/km².